# Ернст Триґґер
Ернст Триґґер (або Трюґґер швед. Ernst Trygger; 27 жовтня 1857; Стокгольм — 23 вересня 1943; Стокгольм) — шведський правник та політик консервативного спрямування, прем'єр-міністр Швеції з 1923 по 1924 рік. Також обіймав посаду міністра закордонних справ Швеції у кабінеті Арвіда Ліндмана з 1928 по 1930 рік.

## Біографія
Ернст Тіггер народився на острові Скеппхолмен в Стокгольмі. Його батьком був військовий офіцер Альфред Триґґер. Молодий Ернст зробив кар'єру в Уппсальському університеті, де став професором права в 1889 році.
У 1891 році Ернст Триґґер одружився з Сінье Седерстрьом, у пари було троє дітей. У 1914 році вони мали велику приватну віллу, побудовану в Дипломатстаді, Стокгольм, де тепер знаходиться Шведська асоціація адвокатів.

### Політична кар'єра
Після обрання до першої палати Риксдагу, Триґґер здобув репутацію хорошого дебатера з глибоко консервативними цінностями. Він був членом комітету 1895—1898 років, який був сформований для перегляду умов союзу з Норвегією. У 1909 році Триґґер став лідером консервативної групи в першій палаті. Коли в 1913 році праві об'єдналися для формування Національної партії першої палати, Триґґер став лідером об'єднаних правих сил в шведській політиці і як такий він виступав проти нових впливів демократії і парламентаризму в 1910-х. Його суперником як консервативного лідера був Арвід Ліндман, головний у більш помірно консервативній правій партії другої палати парламенту Швеції.
Під час останньої демонстрації влади короля Густава V під час «Кризового дворику» 1914 року Ернст Триґґер був таємним королівським радником. Проте після конституційних реформ, що призвели до рівного виборчого права (вперше застосованого в 1921 році), Триґґер прийняв новий, більш демократичний, політичний ландшафт.

#### Прем'єр-міністр
Коли кабінет Карла Брантінга пішов у відставку в 1923 році, король Густав уповноважив Триґґера очолити уряд. Головною проблемою під час перебування на посаді Триґґера було питання оборони та угрупування. Керівник кабінету меншості, Триґґер намагався досягти рішення з широким визнанням через «інтелектуальне коригування» (швед. intelligent anpassning). Це не вдалося через відсутність підтримки як з боку соціал-демократів, так і з боку лібералів. Під час виборів 1924 року підтримка правих збільшилася, проте Брантінг почав формувати кабінет після ще вдаліших виборів для соціал-демократів. Іншою перевагою Брантінга була ймовірність вирішення питання оборони, через підтримку як лібералів, так і соціал-демократів.
Довіра до кабінету Триґґера щодо міжнародних питань також трохи постраждала після інциденту, який стався восени 1923 року. Міністр закордонних справ Карл Гедерштьерна відкрито виступив з промовою, у якій підтримав оборонний союз з Фінляндією. Це значно напружило російсько-шведські відносини. Хедершерна швидко був замінений графом Еріком фон Вюрттембергом.
У 1926 році нагороджений орденом Серафимів.
Згодом Триґґер працював міністром закордонних справ у кабінеті Ліндмана у 1928-30 роках. Після цього Триґґер скоротив свою політичну діяльність і зосередився викладанні. Він відновився на посаді в Уппсальському університеті і був відомий як блискучий викладач.
Ернст Триґґер помер у 1943 році, у віці 85 років.